# Barsebäcks kyrka
Barsebäcks kyrka är en kyrkobyggnad i Barsebäck. Den tillhör Löddebygdens församling i Lunds stift.

## Kyrkobyggnad
Långhuset härstammar från 1100-talet och ingick i den ursprungliga kyrkan som var byggd i romansk stil. Kyrktornet tillkom runt 1300. Under 1400-talet byggdes kyrkan om och ut ett antal gånger. Bland annat tillfogades en korsarm åt norr och koret utvidgades runt 1500. Under 1700-talet utökades den norra korsarmen och en sakristia och ett gravkor tillkom. Under samma århundrade revs ett vapenhus vid södra väggen och tornet byggdes om. Från den ursprungliga kyrkan finns dopfunten och en dörr med järnbeslag. Kyrkorummet har kalkmålningar från 1100-talet och 1200-talet. Ytterligare målningar har tillkommit på 1400-talet.

## Inventarier
- Dopfunten från 1100-talet är huggen i sandsten, sannolikt av Mårten stenmästare. Funten består av en rund cuppa som vilar på en cylindrisk fot. Ett dopfat är från 1550 och ett till dopfat är från 1800-talet.
- Romansk dörr med dekorativt järnsmide. Stilhistoriskt dateras järnsmidet av Lennart Karlsson till ca 1150. Timmermanshantverket dateras hantverksmässigt till andra halvan/slutet av 1100-talet av Karl-Magnus Melin. Dendrokronologiskt daterar Hans Linderson en dörrevel till efter 1165 och sannolikt till perioden 1175-1195. En 3D modell av dörren finns upplagd på sketchfab under sökorden Barsebäck romanesque church door.
- Ett triumfkrucifix är från omkring år 1500.
- Predikstolen är gjord av ek, är förgylld och har bilder i en unik blågrön färgskala. Predikstolen tros ha utförts år 1637 och består av en fot med sex sidor, en korg med åtta sidor och en baldakin med sju sidor.
- Altaruppsatsen är från 1760-talet och är sammanbyggd med altaret. Tillhörande altartavla är en oljemålning av Carl Gustaf Pilo som har motivet Jesus i Getsemane.
- I tornet hänger en mindre klocka från 1200-talets mitt och en större klocka från 1759.

### Orgel
- Före 1896 fanns en orgel med 4 stämmor av okänt ursprung.
- Från 1896-1942 användes ett harmonium i kyrkan.
- Den nuvarande orgeln byggdes 1942 av A. Mårtenssons Orgelfabrik AB, Lund och är en pneumatisk orgel. Den har fria och fasta kombinationer, registersvällare och automatisk pedalväxling.

| Huvudverk I   | Svällverk II      | Pedal      | Koppel   |
| Principal 8'  | Gedackt 8´        | Subbas 16´ | I/P      |
| Rörflöjt 8'   | Fugara 8'         |            | II/P     |
| Gemshorn 4'   | Principal 4'      |            | II/I     |
| Mixtur 3 chor | Flautino 2'       |            | II 16'/I |
|               | Crescendosvällare |            | II 4'/I  |
|               |                   |            | II 4'/P  |

### Webbkällor
- Löddebygdens församling informerar om sina kyrkor
- byggnadspresentation
- https://sketchfab.com/models/4ba4c661ab0d4f5aaa59f2c876c39eeb